# فردی وولف
فردی وولف (انگلیسی: Freddie Wolff; ۱۳ اکتبر ۱۹۱۰ – ۲۶ ژانویهٔ ۱۹۸۸) دونده اهل بریتانیا بود.
- همسر: Natalie Winefred Virginia Byrne صاحب پنج فرزند